# Molophilus (Molophilus) difficilis
Molophilus (Molophilus) difficilis is een tweevleugelige uit de familie steltmuggen (Limoniidae). De soort komt voor in het Australaziatisch gebied.